# Parallelia aviceps
Parallelia aviceps är en fjärilsart som beskrevs av W. Warren 1915. Parallelia aviceps ingår i släktet Parallelia och familjen nattflyn. Inga underarter finns listade i Catalogue of Life.